# Leimiswil
Leimiswil es una comuna suiza del cantón de Berna, situada en el distrito administrativo de Alta Argovia.

## Fusión
El 12 de diciembre de 2009, la asamblea comunal se reunió para decidir si aceptaba la fusión con las comunas de Madiswil y Kleindietwil en la nueva comuna de Madiswil. De 146 votantes presentes en la asamblea, 124 votaron a favor de la fusión, mientras que 22 dieron un voto negativo. A partir del 1 de enero de 2011 la comuna de Leimiswil fue integrada en la comuna de Madiswil.

## Geografía
Leimiswil se encuentra situado en la meseta suiza, está bañado por el río Langete. La antigua comuna limitaba al norte con la comuna de Rütschelen, al noreste con Madiswil, al sureste con Kleindietwil, al sur con Ursenbach, y al oeste con Ochlenberg.
Hasta el 31 de diciembre de 2009 situada en el distrito de Aarwangen.